# Tacaná
Tacaná, Volcán Tacaná je činný stratovulkán na hranicích Mexika a Guatemaly. Tacaná je druhý nejvyšší vrchol Střední Ameriky. Nachází se v pohoří Sierra Madre de Chiapas. Poslední výbuch nastal v roce 1878.